# Euxoa sonoma
Euxoa sonoma là một loài bướm đêm trong họ Noctuidae.